# Anactinia carlgreni
Anactinia carlgreni is een Cerianthariasoort uit de familie van de Arachnactidae. De wetenschappelijke naam van de soort is voor het eerst geldig gepubliceerd in 1949 door Nair.